# Maramag
Maramag est une municipalité des Philippines située dans la province de Bukidnon, sur l'île de Mindanao.

## Subdivisions
Maramag est divisée en 20 barangays :
- Anahawon
- Base Camp
- Bayabason (Spring)
- Camp I
- Colambugon
- Dagumba-an
- Danggawan
- Dologon
- Kisanday
- Kuya
- La Roxas
- Panadtalan
- Panalsalan
- North Poblacion
- South Poblacion
- San Miguel
- San Roque
- Tubigon
- Bagongsilang
- Kiharong